# Вулиця Рози Люксембург (Севастополь)
Вулиця Рози Люксембург — вулиця в Нахімовському районі Севастополя, між лінією залізниці та вулицею Героїв Севастополя. Колишня назва вулиці — вулиця Чернігівська (до 1921 року).
Перетинається з вулицями Надеждинців, Робочою, Горького і Перекопською. Забудована переважно невеликими приватними будинками. На перетині з вулицею Горького знаходиться адміністрація Нахімовського району Севастополя.
У 1912 вулицею почав ходити трамвай. Після війни трамвайне сполучення вирішили не відновлювати. Зараз вулицею ходить тролейбус, маршрут № 3.
Після перетину з вулицею Надеждинців вулиця проходить частиною Аполлонової балки, та йде вниз до моря крутим узвозом. На кордоні з залізницею вулиця закінчується. Трохи далі — морський причал, на якому зупиняється міський катер до бухти Голландія та Інкермана, або в зворотньому напрямку до Графської пристані.

## Галерея

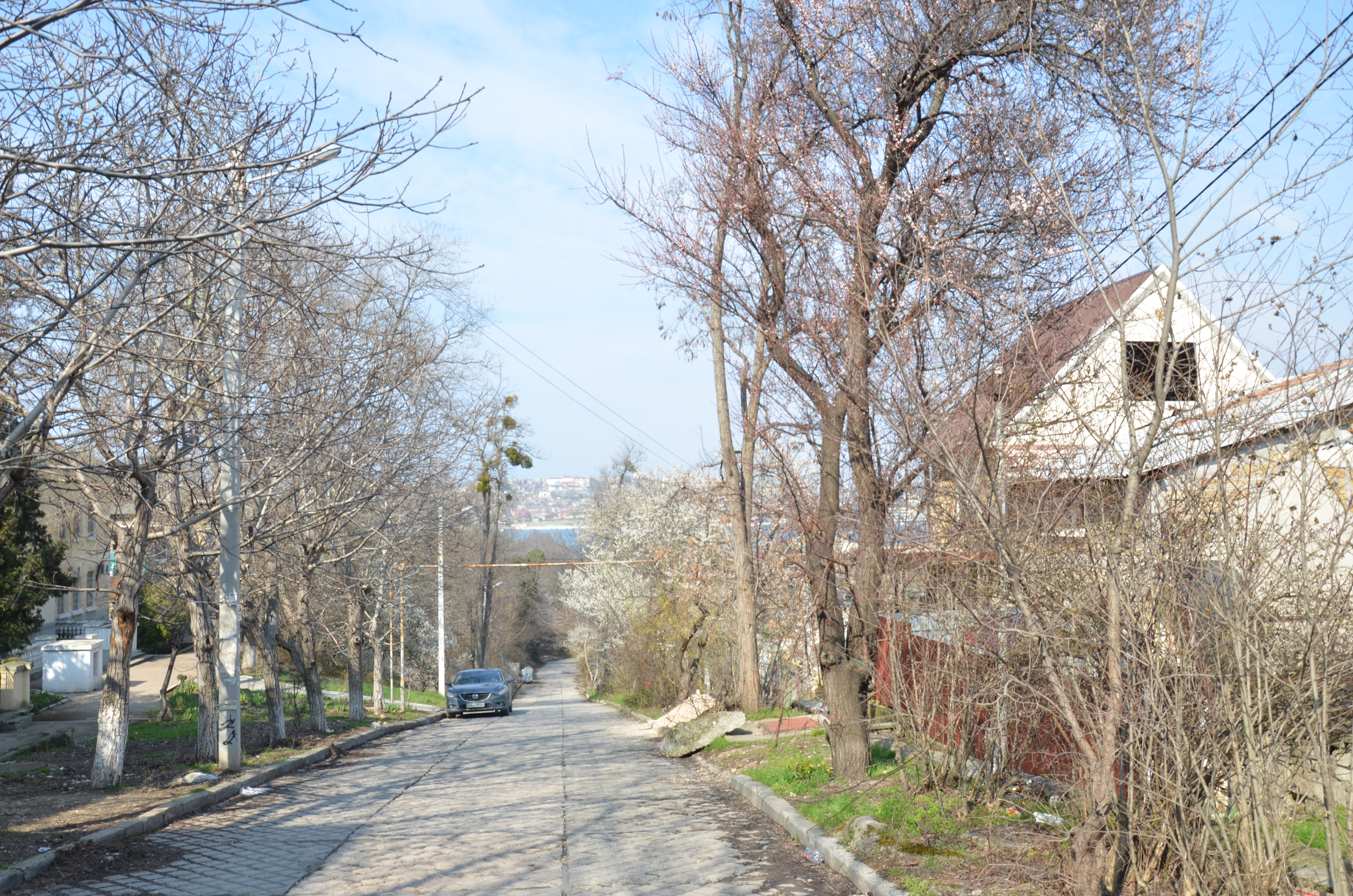
Спуск до моря в Аполлоновій балці
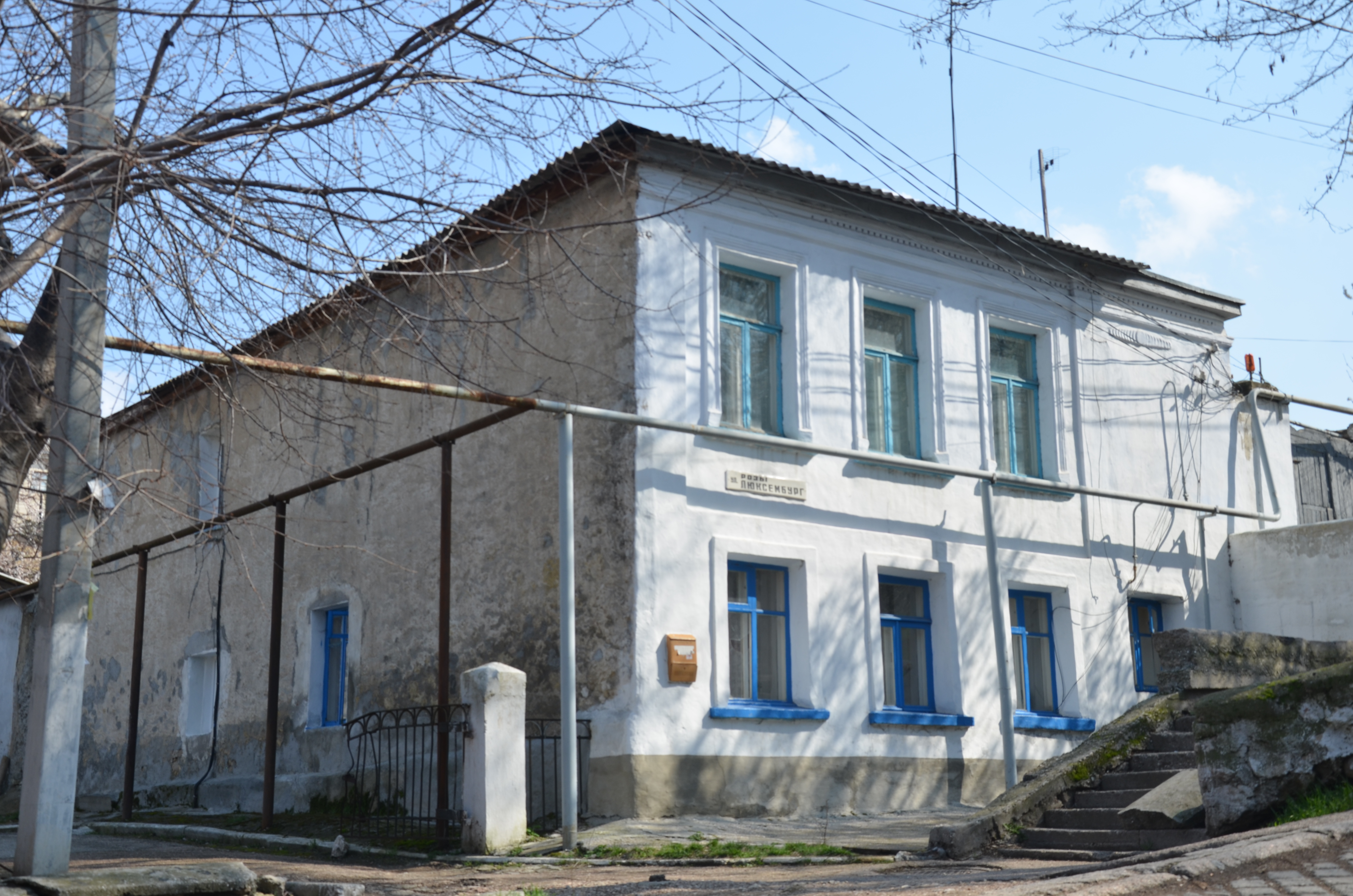
Будинок на початку вулиці